# Hug el Gran (robertí)
Hug el Gran, dit de vegades Hug el Blanc a causa del seu color pàl·lid, (Fontaines-en-Sologne, vers el 898 - 16 de juny de 956, Dourdan) fou comte de París, marquès de Nèustria de 923 a 956, després duc dels Francs a partir de 936, comte d'Auxerre del 954 a la seva mort, fou el pare d'Hug Capet.

## Biografia
Fill de Robert I, rei de Frància Occidental, i de Beatriu de Vermandois, descendent en sisè grau per la seva mare de Carlemany, Hug el Gran era un personatge poderós del regne de Frància Occidental a l'origen de l'establiment de la dinastia Capet.
A la batalla de Soissons de 923, va morir el seu pare Robert, però fou derrotat Carles III. Llavors va pujar al tron Raül I de França, casat amb Emma de França, filla de Robert i germana d'Hug el Gran.

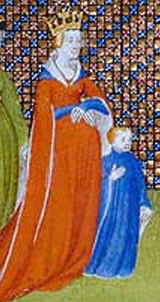
Lluís IV amb la seva mare Ògiva, cridats al tron per Hug el Gran.

Després de la mort sense descendència, el gener del 936, del seu cunyat el rei Raül I, Hug el Gran va decidir no sol·licitar la corona de Frància Occidental què estava tanmateix al seu abast, en la mesura que ell suposava tant per a Nèustria com per a França un potencial que el situava per damunt de tots els altres grans del regne (« une puissance qui l'emportait sur tout autre grand »).

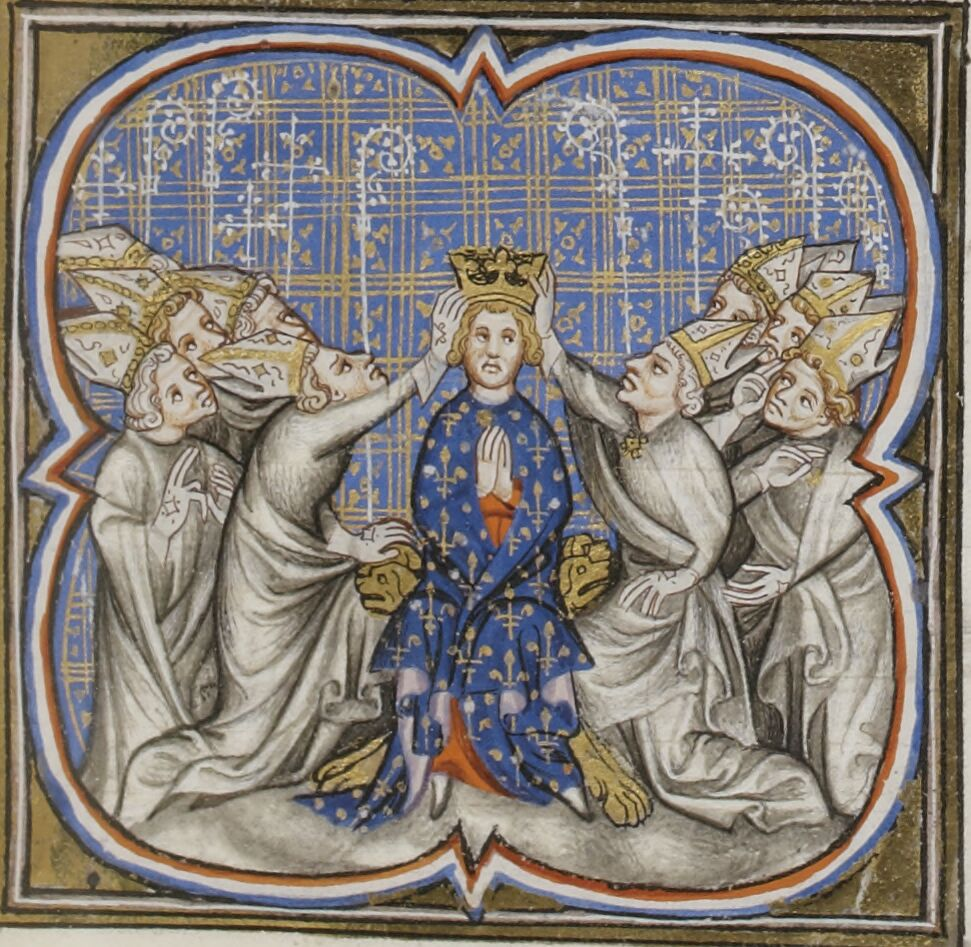
Coronació de Lluís IV, del qual Hug el Gran en va ser regent.

Però Hug va preferir cridar al tron al jove fill de Carles III el Simple, Lluís IV d'Ultramar, el qual havia marxat amb la seva mare en el moment de l'exili a Anglaterra. Esperava així governar al lloc del seu nebot per l'aliança familiar que els unia (s'havia casat el 926 amb la germana d'Ògiva, la mare de Lluís IV). Des d'aquell moment era la seva obligació com a regent, però a més disposava d'un poder més gran que si l'hagués obtingut amb l'ascensió directa al tron, evitant així inquietar una part de la noblesa. D'altra banda, això li permetia oposar-se a les ambicions del seu altre cunyat, Heribert II de Vermandois en la lluita per l'hegemonia a la Frància Occidental. El diumenge 19 de juny del 936, Lluís IV va ser coronat i consagrat rei per Artald, l'arquebisbe de Reims. La cerimònia de la consagració va tenir lloc a l'església abacial de Saint-Vincent de Laon, la seva ciutat natal i feu de la seva família carolíngia.
Un mes més tard, el 25 de juliol del 936, Lluís IV va donar a Hug els mitjans de manifestar al regne la seva preeminència sobre els altres prínceps, atorgant-li el títol de dux Francorum, duc dels Francs. La significació d'aquest títol fou explicitat el 26 de desembre del mateix any per un document en el qual Lluís IV subratllava que feia d'Hug «en tots els nostres regna, el segon després de nosaltres», assimilat a un «virrei» de posició equivalent al majordom de palau sota els últims merovingis. Els diplomes de juliol, afirmant que era abat laic de Saint-Germain d'Auxerre i amo d'Autun, dos elements fonamentals del principat borgonyó, ja havien accentuat el seu poder, discutint la legitimitat d'Hug el Negre per proclamar-se príncep d'una Borgonya que pensava haver heretat del seu germà el rei Raül.
Tanmateix la preponderància d'Hug el Gran acaba exasperant el jove rei que, intentant emancipar-se, va prendre les armes per combatre'l. Hug es va aliar llavors amb Heribert II de Vermandois i Guillem Espasa Llarga, duc de Normandia. El 940, Lluís IV va ser derrotat prop de Reims, i després, el 945, capturat pels normands i entregat a Hug que el va confiar a Teobald I de Blois. Hug el va alliberar sota la pressió de l'emperador Otó I, però va obtenir la ciutat de Laon a canvi.
El 946, va arranjar la successió d'Heribert II de Vermandois entre els fills d'aquest, que eren els seus nebots, i va afeblir així el poder del llinatge. Durant un sínode a Ingelheim el 948, tercer de la sèrie després dels de Verdun i de Mousson, dedicats essencialment a regular la qüestió de la seu episcopal de Reims, Lluís IV va aconseguir fer excomunicar a Hug el Gran.
Disposant ja de la sobirania feudal sobre Borgonya que Lluís IV de França li havia atorgat el 943, va obtenir la confirmació del seu títol de «duc dels Francs» així com l'Aquitània (de la qual va assegurar-se la tutela des del 954 fins a la seva mort el 956) a canvi que després de la mort de Lluís IV donés el seu consentiment a l'ascens al tron del fill del rei, Lotari I.

## Matrimonis i descendència
De Raingarda, la seva concubina, va tenir a Heribert d'Auxerre († 996) que va ser bisbe d'Auxerre. 
Es va casar tres vegades:

El primer matrimoni va ser amb una filla de Roger del Maine,cap al 914.

Després cap al 926 amb Eadilda de Wessex (o Edit), filla d'Eduard el Vell.

Finalment amb Edwiga de Saxònia (922- 965, filla d'Enric I l'Ocellaire) cap al 937, de la qual va tenir:
- Beatriu, casada amb Frederic I, comte de Bar i duc de l'Alta Lotaríngia
- Hug Capet, rei dels Francs el 987, tronc de la dinastia Capet
- Emma, casada amb Ricard I, duc de Normandia.
- Otó, duc de Borgonya.
- Eudes Enric, duc de Borgonya.

## Mort d'Hug
Hug el Gran va morir el «XVI de les calendes de juliol del 956», és a dir el 16 de juny del 956, al castell de Dourdan. La seva sepultura és a la Basílica de Saint-Denis, a la necròpoli dels reis de França.

## Vincle genealògic entre carolingis i capets
|                            |                            |                            |                            |                                            |                                            |                                            |                                            |                                            |                                            |                                     |                                     |                                     |                                     |                                     |                                     |                                            |                                            |                                            |                                            |                                            |                                            |                                 |                                 |            |            |                |                |                          |                          |                            |                            |                            |                            |                                                |                                                |                                                |                                                |                                                |                                                |                             |                             |                                   |                                   |                                   |                                   |                                   |                                   |                                   |                                   |                                                |                                                |                                                |                                                |                                                |                                                |  |  |  |  |  |  |  |  |  |  |  |  |  |  |  |  |  |  |  |  |
|                            |                            |                            |                            |                                            |                                            |                                            |                                            |                                            |                                            |                                     |                                     |                                     |                                     |                                     |                                     |                                            |                                            |                                            |                                            |                                            |                                            |                                 |                                 |            |            |                |                |                          |                          |                            |                            |                            |                            |                                                |                                                |                                                |                                                |                                                |                                                |                             |                             |                                   |                                   |                                   |                                   |                                   |                                   |                                   |                                   |                                                |                                                |                                                |                                                |                                                |                                                |  |  |  |  |  |  |  |  |  |  |  |  |  |  |  |  |  |  |  |  |
|                            |                            |                            |                            |                                            |                                            |                                            |                                            | Adrià comte                                | Adrià comte                                | Adrià comte                         | Adrià comte                         | Adrià comte                         | Adrià comte                         |                                     |                                     |                                            |                                            |                                            |                                            |                                            |                                            | Hildegarda                      | Hildegarda                      | Hildegarda | Hildegarda | Hildegarda     | Hildegarda     |                          |                          |                            |                            |                            |                            |                                                |                                                |                                                |                                                | Carlemany († 814) emperador                    | Carlemany († 814) emperador                    | Carlemany († 814) emperador | Carlemany († 814) emperador | Carlemany († 814) emperador       | Carlemany († 814) emperador       |                                   |                                   |                                   |                                   |                                   |                                   |                                                |                                                |                                                |                                                |                                                |                                                |  |  |  |  |  |  |  |  |  |  |  |  |  |  |  |  |  |  |  |  |
|                            |                            |                            |                            |                                            |                                            |                                            |                                            | Adrià comte                                | Adrià comte                                | Adrià comte                         | Adrià comte                         | Adrià comte                         | Adrià comte                         |                                     |                                     |                                            |                                            |                                            |                                            |                                            |                                            | Hildegarda                      | Hildegarda                      | Hildegarda | Hildegarda | Hildegarda     | Hildegarda     |                          |                          |                            |                            |                            |                            |                                                |                                                |                                                |                                                | Carlemany († 814) emperador                    | Carlemany († 814) emperador                    | Carlemany († 814) emperador | Carlemany († 814) emperador | Carlemany († 814) emperador       | Carlemany († 814) emperador       |                                   |                                   |                                   |                                   |                                   |                                   |                                                |                                                |                                                |                                                |                                                |                                                |  |  |  |  |  |  |  |  |  |  |  |  |  |  |  |  |  |  |  |  |
|                            |                            |                            |                            |                                            |                                            |                                            |                                            |                                            |                                            |                                     |                                     |                                     |                                     |                                     |                                     |                                            |                                            |                                            |                                            |                                            |                                            |                                 |                                 |            |            |                |                |                          |                          |                            |                            |                            |                            |                                                |                                                |                                                |                                                |                                                |                                                |                             |                             |                                   |                                   |                                   |                                   |                                   |                                   |                                   |                                   |                                                |                                                |                                                |                                                |                                                |                                                |  |  |  |  |  |  |  |  |  |  |  |  |  |  |  |  |  |  |  |  |
|                            |                            |                            |                            |                                            |                                            |                                            |                                            |                                            |                                            |                                     |                                     |                                     |                                     |                                     |                                     |                                            |                                            |                                            |                                            |                                            |                                            |                                 |                                 |            |            |                |                |                          |                          |                            |                            |                            |                            |                                                |                                                |                                                |                                                |                                                |                                                |                             |                             |                                   |                                   |                                   |                                   |                                   |                                   |                                   |                                   |                                                |                                                |                                                |                                                |                                                |                                                |  |  |  |  |  |  |  |  |  |  |  |  |  |  |  |  |  |  |  |  |
|                            |                            |                            |                            |                                            |                                            |                                            |                                            |                                            |                                            |                                     |                                     |                                     |                                     |                                     |                                     | Pipí d'Itàlia (777 † 810) rei d'Itàlia     | Pipí d'Itàlia (777 † 810) rei d'Itàlia     | Pipí d'Itàlia (777 † 810) rei d'Itàlia     | Pipí d'Itàlia (777 † 810) rei d'Itàlia     | Pipí d'Itàlia (777 † 810) rei d'Itàlia     | Pipí d'Itàlia (777 † 810) rei d'Itàlia     |                                 |                                 |            |            |                |                |                          |                          |                            |                            |                            |                            |                                                |                                                |                                                |                                                |                                                |                                                |                             |                             |                                   |                                   | Lluís el Pietós († 840) emperador | Lluís el Pietós († 840) emperador | Lluís el Pietós († 840) emperador | Lluís el Pietós († 840) emperador | Lluís el Pietós († 840) emperador | Lluís el Pietós († 840) emperador |                                                |                                                |                                                |                                                |                                                |                                                |  |  |  |  |  |  |  |  |  |  |  |  |  |  |  |  |  |  |  |  |
|                            |                            |                            |                            |                                            |                                            |                                            |                                            |                                            |                                            |                                     |                                     |                                     |                                     |                                     |                                     | Pipí d'Itàlia (777 † 810) rei d'Itàlia     | Pipí d'Itàlia (777 † 810) rei d'Itàlia     | Pipí d'Itàlia (777 † 810) rei d'Itàlia     | Pipí d'Itàlia (777 † 810) rei d'Itàlia     | Pipí d'Itàlia (777 † 810) rei d'Itàlia     | Pipí d'Itàlia (777 † 810) rei d'Itàlia     |                                 |                                 |            |            |                |                |                          |                          |                            |                            |                            |                            |                                                |                                                |                                                |                                                |                                                |                                                |                             |                             |                                   |                                   | Lluís el Pietós († 840) emperador | Lluís el Pietós († 840) emperador | Lluís el Pietós († 840) emperador | Lluís el Pietós († 840) emperador | Lluís el Pietós († 840) emperador | Lluís el Pietós († 840) emperador |                                                |                                                |                                                |                                                |                                                |                                                |  |  |  |  |  |  |  |  |  |  |  |  |  |  |  |  |  |  |  |  |
|                            |                            |                            |                            |                                            |                                            |                                            |                                            |                                            |                                            |                                     |                                     |                                     |                                     |                                     |                                     |                                            |                                            |                                            |                                            |                                            |                                            |                                 |                                 |            |            |                |                |                          |                          |                            |                            |                            |                            |                                                |                                                |                                                |                                                |                                                |                                                |                             |                             |                                   |                                   |                                   |                                   |                                   |                                   |                                   |                                   |                                                |                                                |                                                |                                                |                                                |                                                |  |  |  |  |  |  |  |  |  |  |  |  |  |  |  |  |  |  |  |  |
| Robert III comte d'Hesbaye | Robert III comte d'Hesbaye | Robert III comte d'Hesbaye | Robert III comte d'Hesbaye | Robert III comte d'Hesbaye                 | Robert III comte d'Hesbaye                 |                                            |                                            | Waldrada                                   | Waldrada                                   | Waldrada                            | Waldrada                            | Waldrada                            | Waldrada                            |                                     |                                     | Bernat d'Itàlia (797 † 818) rei d'Itàlia   | Bernat d'Itàlia (797 † 818) rei d'Itàlia   | Bernat d'Itàlia (797 † 818) rei d'Itàlia   | Bernat d'Itàlia (797 † 818) rei d'Itàlia   | Bernat d'Itàlia (797 † 818) rei d'Itàlia   | Bernat d'Itàlia (797 † 818) rei d'Itàlia   |                                 |                                 |            |            |                |                | Eberard marquès de Friül | Eberard marquès de Friül | Eberard marquès de Friül   | Eberard marquès de Friül   | Eberard marquès de Friül   | Eberard marquès de Friül   |                                                |                                                | Gisela                                         | Gisela                                         | Gisela                                         | Gisela                                         | Gisela                      | Gisela                      |                                   |                                   |                                   |                                   |                                   |                                   |                                   |                                   | Carles el Calb (823 † 877) rei de França       | Carles el Calb (823 † 877) rei de França       | Carles el Calb (823 † 877) rei de França       | Carles el Calb (823 † 877) rei de França       | Carles el Calb (823 † 877) rei de França       | Carles el Calb (823 † 877) rei de França       |  |  |  |  |  |  |  |  |  |  |  |  |  |  |  |  |  |  |  |  |
| Robert III comte d'Hesbaye | Robert III comte d'Hesbaye | Robert III comte d'Hesbaye | Robert III comte d'Hesbaye | Robert III comte d'Hesbaye                 | Robert III comte d'Hesbaye                 |                                            |                                            | Waldrada                                   | Waldrada                                   | Waldrada                            | Waldrada                            | Waldrada                            | Waldrada                            |                                     |                                     | Bernat d'Itàlia (797 † 818) rei d'Itàlia   | Bernat d'Itàlia (797 † 818) rei d'Itàlia   | Bernat d'Itàlia (797 † 818) rei d'Itàlia   | Bernat d'Itàlia (797 † 818) rei d'Itàlia   | Bernat d'Itàlia (797 † 818) rei d'Itàlia   | Bernat d'Itàlia (797 † 818) rei d'Itàlia   |                                 |                                 |            |            |                |                | Eberard marquès de Friül | Eberard marquès de Friül | Eberard marquès de Friül   | Eberard marquès de Friül   | Eberard marquès de Friül   | Eberard marquès de Friül   |                                                |                                                | Gisela                                         | Gisela                                         | Gisela                                         | Gisela                                         | Gisela                      | Gisela                      |                                   |                                   |                                   |                                   |                                   |                                   |                                   |                                   | Carles el Calb (823 † 877) rei de França       | Carles el Calb (823 † 877) rei de França       | Carles el Calb (823 † 877) rei de França       | Carles el Calb (823 † 877) rei de França       | Carles el Calb (823 † 877) rei de França       | Carles el Calb (823 † 877) rei de França       |  |  |  |  |  |  |  |  |  |  |  |  |  |  |  |  |  |  |  |  |
|                            |                            |                            |                            |                                            |                                            |                                            |                                            |                                            |                                            |                                     |                                     |                                     |                                     |                                     |                                     |                                            |                                            |                                            |                                            |                                            |                                            |                                 |                                 |            |            |                |                |                          |                          |                            |                            |                            |                            |                                                |                                                |                                                |                                                |                                                |                                                |                             |                             |                                   |                                   |                                   |                                   |                                   |                                   |                                   |                                   |                                                |                                                |                                                |                                                |                                                |                                                |  |  |  |  |  |  |  |  |  |  |  |  |  |  |  |  |  |  |  |  |
|                            |                            |                            |                            |                                            |                                            |                                            |                                            |                                            |                                            |                                     |                                     |                                     |                                     |                                     |                                     | Pipí († després 850) comte                 | Pipí († després 850) comte                 | Pipí († després 850) comte                 | Pipí († després 850) comte                 | Pipí († després 850) comte                 | Pipí († després 850) comte                 |                                 |                                 |            |            |                |                |                          |                          |                            |                            | Ingeltruda                 | Ingeltruda                 | Ingeltruda                                     | Ingeltruda                                     | Ingeltruda                                     | Ingeltruda                                     |                                                |                                                |                             |                             | Enric († 886) marquès de Neustrie | Enric († 886) marquès de Neustrie | Enric († 886) marquès de Neustrie | Enric († 886) marquès de Neustrie | Enric († 886) marquès de Neustrie | Enric († 886) marquès de Neustrie |                                   |                                   |                                                |                                                |                                                |                                                |                                                |                                                |  |  |  |  |  |  |  |  |  |  |  |  |  |  |  |  |  |  |  |  |
|                            |                            |                            |                            |                                            |                                            |                                            |                                            |                                            |                                            |                                     |                                     |                                     |                                     |                                     |                                     | Pipí († després 850) comte                 | Pipí († després 850) comte                 | Pipí († després 850) comte                 | Pipí († després 850) comte                 | Pipí († després 850) comte                 | Pipí († després 850) comte                 |                                 |                                 |            |            |                |                |                          |                          |                            |                            | Ingeltruda                 | Ingeltruda                 | Ingeltruda                                     | Ingeltruda                                     | Ingeltruda                                     | Ingeltruda                                     |                                                |                                                |                             |                             | Enric († 886) marquès de Neustrie | Enric († 886) marquès de Neustrie | Enric († 886) marquès de Neustrie | Enric († 886) marquès de Neustrie | Enric († 886) marquès de Neustrie | Enric († 886) marquès de Neustrie |                                   |                                   |                                                |                                                |                                                |                                                |                                                |                                                |  |  |  |  |  |  |  |  |  |  |  |  |  |  |  |  |  |  |  |  |
|                            |                            |                            |                            |                                            |                                            |                                            |                                            |                                            |                                            |                                     |                                     |                                     |                                     |                                     |                                     |                                            |                                            |                                            |                                            |                                            |                                            |                                 |                                 |            |            |                |                |                          |                          |                            |                            |                            |                            |                                                |                                                |                                                |                                                |                                                |                                                |                             |                             |                                   |                                   |                                   |                                   |                                   |                                   |                                   |                                   | Lluís II el Tartamut (846 † 879) rei de França |                                                |                                                |                                                |                                                |                                                |  |  |  |  |  |  |  |  |  |  |  |  |  |  |  |  |  |  |  |  |
|                            |                            |                            |                            | Robert el Fort († 866) marquès de Nèustria | Robert el Fort († 866) marquès de Nèustria | Robert el Fort († 866) marquès de Nèustria | Robert el Fort († 866) marquès de Nèustria | Robert el Fort († 866) marquès de Nèustria | Robert el Fort († 866) marquès de Nèustria |                                     |                                     |                                     |                                     |                                     |                                     | Heribert I († 900/907) comte de Vermandois | Heribert I († 900/907) comte de Vermandois | Heribert I († 900/907) comte de Vermandois | Heribert I († 900/907) comte de Vermandois | Heribert I († 900/907) comte de Vermandois | Heribert I († 900/907) comte de Vermandois |                                 |                                 |            |            |                |                |                          |                          | Otó († 912) duc de Saxònia | Otó († 912) duc de Saxònia | Otó († 912) duc de Saxònia | Otó († 912) duc de Saxònia | Otó († 912) duc de Saxònia                     | Otó († 912) duc de Saxònia                     |                                                |                                                | Hedwiga                                        | Hedwiga                                        | Hedwiga                     | Hedwiga                     | Hedwiga                           | Hedwiga                           |                                   |                                   |                                   |                                   |                                   |                                   |                                                |                                                |                                                |                                                |                                                |                                                |  |  |  |  |  |  |  |  |  |  |  |  |  |  |  |  |  |  |  |  |
|                            |                            |                            |                            | Robert el Fort († 866) marquès de Nèustria | Robert el Fort († 866) marquès de Nèustria | Robert el Fort († 866) marquès de Nèustria | Robert el Fort († 866) marquès de Nèustria | Robert el Fort († 866) marquès de Nèustria | Robert el Fort († 866) marquès de Nèustria |                                     |                                     |                                     |                                     |                                     |                                     | Heribert I († 900/907) comte de Vermandois | Heribert I († 900/907) comte de Vermandois | Heribert I († 900/907) comte de Vermandois | Heribert I († 900/907) comte de Vermandois | Heribert I († 900/907) comte de Vermandois | Heribert I († 900/907) comte de Vermandois |                                 |                                 |            |            |                |                |                          |                          | Otó († 912) duc de Saxònia | Otó († 912) duc de Saxònia | Otó († 912) duc de Saxònia | Otó († 912) duc de Saxònia | Otó († 912) duc de Saxònia                     | Otó († 912) duc de Saxònia                     |                                                |                                                | Hedwiga                                        | Hedwiga                                        | Hedwiga                     | Hedwiga                     | Hedwiga                           | Hedwiga                           |                                   |                                   |                                   |                                   |                                   |                                   |                                                |                                                |                                                |                                                |                                                |                                                |  |  |  |  |  |  |  |  |  |  |  |  |  |  |  |  |  |  |  |  |
|                            |                            |                            |                            |                                            |                                            |                                            |                                            |                                            |                                            |                                     |                                     |                                     |                                     |                                     |                                     |                                            |                                            |                                            |                                            |                                            |                                            |                                 |                                 |            |            |                |                |                          |                          |                            |                            |                            |                            |                                                |                                                |                                                |                                                |                                                |                                                |                             |                             |                                   |                                   |                                   |                                   |                                   |                                   |                                   |                                   |                                                |                                                |                                                |                                                |                                                |                                                |  |  |  |  |  |  |  |  |  |  |  |  |  |  |  |  |  |  |  |  |
|                            |                            |                            |                            | Robert I (860 † 923) rei de França         | Robert I (860 † 923) rei de França         | Robert I (860 † 923) rei de França         | Robert I (860 † 923) rei de França         | Robert I (860 † 923) rei de França         | Robert I (860 † 923) rei de França         |                                     |                                     |                                     |                                     |                                     |                                     | Beatriu                                    | Beatriu                                    | Beatriu                                    | Beatriu                                    | Beatriu                                    | Beatriu                                    |                                 |                                 |            |            |                |                |                          |                          |                            |                            |                            |                            | Enric I l'Ocellaire (876 † 936) rei d'Alemanya | Enric I l'Ocellaire (876 † 936) rei d'Alemanya | Enric I l'Ocellaire (876 † 936) rei d'Alemanya | Enric I l'Ocellaire (876 † 936) rei d'Alemanya | Enric I l'Ocellaire (876 † 936) rei d'Alemanya | Enric I l'Ocellaire (876 † 936) rei d'Alemanya |                             |                             |                                   |                                   |                                   |                                   |                                   |                                   |                                   |                                   | Carles III el Simple (879 † 929) rei de France | Carles III el Simple (879 † 929) rei de France | Carles III el Simple (879 † 929) rei de France | Carles III el Simple (879 † 929) rei de France | Carles III el Simple (879 † 929) rei de France | Carles III el Simple (879 † 929) rei de France |  |  |  |  |  |  |  |  |  |  |  |  |  |  |  |  |  |  |  |  |
|                            |                            |                            |                            | Robert I (860 † 923) rei de França         | Robert I (860 † 923) rei de França         | Robert I (860 † 923) rei de França         | Robert I (860 † 923) rei de França         | Robert I (860 † 923) rei de França         | Robert I (860 † 923) rei de França         |                                     |                                     |                                     |                                     |                                     |                                     | Beatriu                                    | Beatriu                                    | Beatriu                                    | Beatriu                                    | Beatriu                                    | Beatriu                                    |                                 |                                 |            |            |                |                |                          |                          |                            |                            |                            |                            | Enric I l'Ocellaire (876 † 936) rei d'Alemanya | Enric I l'Ocellaire (876 † 936) rei d'Alemanya | Enric I l'Ocellaire (876 † 936) rei d'Alemanya | Enric I l'Ocellaire (876 † 936) rei d'Alemanya | Enric I l'Ocellaire (876 † 936) rei d'Alemanya | Enric I l'Ocellaire (876 † 936) rei d'Alemanya |                             |                             |                                   |                                   |                                   |                                   |                                   |                                   |                                   |                                   | Carles III el Simple (879 † 929) rei de France | Carles III el Simple (879 † 929) rei de France | Carles III el Simple (879 † 929) rei de France | Carles III el Simple (879 † 929) rei de France | Carles III el Simple (879 † 929) rei de France | Carles III el Simple (879 † 929) rei de France |  |  |  |  |  |  |  |  |  |  |  |  |  |  |  |  |  |  |  |  |
|                            |                            |                            |                            |                                            |                                            |                                            |                                            |                                            |                                            |                                     |                                     |                                     |                                     |                                     |                                     |                                            |                                            |                                            |                                            |                                            |                                            |                                 |                                 |            |            |                |                |                          |                          |                            |                            |                            |                            |                                                |                                                |                                                |                                                |                                                |                                                |                             |                             |                                   |                                   |                                   |                                   |                                   |                                   |                                   |                                   |                                                |                                                |                                                |                                                |                                                |                                                |  |  |  |  |  |  |  |  |  |  |  |  |  |  |  |  |  |  |  |  |
|                            |                            |                            |                            |                                            |                                            |                                            |                                            |                                            |                                            |                                     |                                     |                                     |                                     |                                     |                                     |                                            |                                            |                                            |                                            |                                            |                                            |                                 |                                 |            |            |                |                |                          |                          |                            |                            |                            |                            |                                                |                                                |                                                |                                                |                                                |                                                |                             |                             |                                   |                                   |                                   |                                   |                                   |                                   |                                   |                                   |                                                |                                                |                                                |                                                |                                                |                                                |  |  |  |  |  |  |  |  |  |  |  |  |  |  |  |  |  |  |  |  |
|                            |                            |                            |                            |                                            |                                            |                                            |                                            |                                            |                                            | Hug el Gran († 956) duc dels Francs | Hug el Gran († 956) duc dels Francs | Hug el Gran († 956) duc dels Francs | Hug el Gran († 956) duc dels Francs | Hug el Gran († 956) duc dels Francs | Hug el Gran († 956) duc dels Francs |                                            |                                            |                                            |                                            |                                            |                                            |                                 |                                 |            |            | Edwiga († 965) | Edwiga († 965) | Edwiga († 965)           | Edwiga († 965)           | Edwiga († 965)             | Edwiga († 965)             |                            |                            | Otó I (912 † 973) emperador                    | Otó I (912 † 973) emperador                    | Otó I (912 † 973) emperador                    | Otó I (912 † 973) emperador                    | Otó I (912 † 973) emperador                    | Otó I (912 † 973) emperador                    |                             |                             | Gerberga († 969)                  | Gerberga († 969)                  | Gerberga († 969)                  | Gerberga († 969)                  | Gerberga († 969)                  | Gerberga († 969)                  |                                   |                                   | Lluís IV d'Ultramar († 954) rei de França      | Lluís IV d'Ultramar († 954) rei de França      | Lluís IV d'Ultramar († 954) rei de França      | Lluís IV d'Ultramar († 954) rei de França      | Lluís IV d'Ultramar († 954) rei de França      | Lluís IV d'Ultramar († 954) rei de França      |  |  |  |  |  |  |  |  |  |  |  |  |  |  |  |  |  |  |  |  |
|                            |                            |                            |                            |                                            |                                            |                                            |                                            |                                            |                                            | Hug el Gran († 956) duc dels Francs | Hug el Gran († 956) duc dels Francs | Hug el Gran († 956) duc dels Francs | Hug el Gran († 956) duc dels Francs | Hug el Gran († 956) duc dels Francs | Hug el Gran († 956) duc dels Francs |                                            |                                            |                                            |                                            |                                            |                                            |                                 |                                 |            |            | Edwiga († 965) | Edwiga († 965) | Edwiga († 965)           | Edwiga († 965)           | Edwiga († 965)             | Edwiga († 965)             |                            |                            | Otó I (912 † 973) emperador                    | Otó I (912 † 973) emperador                    | Otó I (912 † 973) emperador                    | Otó I (912 † 973) emperador                    | Otó I (912 † 973) emperador                    | Otó I (912 † 973) emperador                    |                             |                             | Gerberga († 969)                  | Gerberga († 969)                  | Gerberga († 969)                  | Gerberga († 969)                  | Gerberga († 969)                  | Gerberga († 969)                  |                                   |                                   | Lluís IV d'Ultramar († 954) rei de França      | Lluís IV d'Ultramar († 954) rei de França      | Lluís IV d'Ultramar († 954) rei de França      | Lluís IV d'Ultramar († 954) rei de França      | Lluís IV d'Ultramar († 954) rei de França      | Lluís IV d'Ultramar († 954) rei de França      |  |  |  |  |  |  |  |  |  |  |  |  |  |  |  |  |  |  |  |  |
|                            |                            |                            |                            |                                            |                                            |                                            |                                            |                                            |                                            |                                     |                                     |                                     |                                     |                                     |                                     |                                            |                                            |                                            |                                            |                                            |                                            |                                 |                                 |            |            |                |                |                          |                          |                            |                            |                            |                            |                                                |                                                |                                                |                                                |                                                |                                                |                             |                             |                                   |                                   |                                   |                                   |                                   |                                   |                                   |                                   |                                                |                                                |                                                |                                                |                                                |                                                |  |  |  |  |  |  |  |  |  |  |  |  |  |  |  |  |  |  |  |  |
|                            |                            |                            |                            |                                            |                                            |                                            |                                            |                                            |                                            |                                     |                                     |                                     |                                     |                                     |                                     |                                            |                                            | Hug Capet († 996) rei de França            | Hug Capet († 996) rei de França            | Hug Capet († 996) rei de França            | Hug Capet († 996) rei de França            | Hug Capet († 996) rei de França | Hug Capet († 996) rei de França |            |            |                |                |                          |                          |                            |                            |                            |                            | Otó II (955 † 983) emperador                   | Otó II (955 † 983) emperador                   | Otó II (955 † 983) emperador                   | Otó II (955 † 983) emperador                   | Otó II (955 † 983) emperador                   | Otó II (955 † 983) emperador                   |                             |                             |                                   |                                   |                                   |                                   | Lotari († 986) rei de França      | Lotari († 986) rei de França      | Lotari († 986) rei de França      | Lotari († 986) rei de França      | Lotari († 986) rei de França                   | Lotari († 986) rei de França                   |                                                |                                                |                                                |                                                |  |  |  |  |  |  |  |  |  |  |  |  |  |  |  |  |  |  |  |  |
|                            |                            |                            |                            |                                            |                                            |                                            |                                            |                                            |                                            |                                     |                                     |                                     |                                     |                                     |                                     |                                            |                                            | Hug Capet († 996) rei de França            | Hug Capet († 996) rei de França            | Hug Capet († 996) rei de França            | Hug Capet († 996) rei de França            | Hug Capet († 996) rei de França | Hug Capet († 996) rei de França |            |            |                |                |                          |                          |                            |                            |                            |                            | Otó II (955 † 983) emperador                   | Otó II (955 † 983) emperador                   | Otó II (955 † 983) emperador                   | Otó II (955 † 983) emperador                   | Otó II (955 † 983) emperador                   | Otó II (955 † 983) emperador                   |                             |                             |                                   |                                   |                                   |                                   | Lotari († 986) rei de França      | Lotari († 986) rei de França      | Lotari († 986) rei de França      | Lotari († 986) rei de França      | Lotari († 986) rei de França                   | Lotari († 986) rei de França                   |                                                |                                                |                                                |                                                |  |  |  |  |  |  |  |  |  |  |  |  |  |  |  |  |  |  |  |  |
|                            |                            |                            |                            |                                            |                                            |                                            |                                            |                                            |                                            |                                     |                                     |                                     |                                     |                                     |                                     |                                            |                                            |                                            |                                            |                                            |                                            |                                 |                                 |            |            |                |                |                          |                          |                            |                            |                            |                            |                                                |                                                |                                                |                                                |                                                |                                                |                             |                             |                                   |                                   |                                   |                                   | Lluís V († 987) rei de França     |                                   |                                   |                                   |                                                |                                                |                                                |                                                |                                                |                                                |  |  |  |  |  |  |  |  |  |  |  |  |  |  |  |  |  |  |  |  |